# Puig Falcón
Puig Falcón är en bergstopp i Spanien.   Den ligger i provinsen Província de Lleida och regionen Katalonien, i den nordöstra delen av landet, 400 km nordost om huvudstaden Madrid. Toppen på Puig Falcón är 2 751 meter över havet, eller 158 meter över den omgivande terrängen. Bredden vid basen är 3,4 km.
Terrängen runt Puig Falcón är bergig åt sydväst, men åt nordost är den kuperad. Runt Puig Falcón är det mycket glesbefolkat, med 3 invånare per kvadratkilometer. Närmaste större samhälle är Barruera, 7,9 km väster om Puig Falcón. Trakten runt Puig Falcón består i huvudsak av gräsmarker.